# ویرایشگر دیداری
ویرایشگر دیداری (به انگلیسی: VisualEditor) که (VE) هم گفته‌می‌شود، یک ویرایشگر متن آنلاین برای مدیاویکی است که یک روش دیداری مستقیم برای ویرایش صفحات بر اساس اصل «آنچه می‌نگری همان است که (در نهایت) به دست می‌آوری» ارائه می‌دهد. این یک افزایه مدیاویکی است که توسط بنیاد ویکی‌مدیا و با همکاری فن‌دام توسعه یافته‌است. در ژوئیه ۲۰۱۳، به‌طور پیش‌فرض در چندین پروژه بزرگ ویکی‌پدیا فعال شد.